# سرآب کریان
سرآب کریان (به کُردی: سه‌رئاو که‌ریان)، روستایی از توابع بخش فیروزآباد شهرستان کرمانشاه در استان کرمانشاه ایران است.

## جمعیت
این روستا در دهستان جلال‌وند قرار دارد و براساس سرشماری مرکز آمار ایران در سال ۱۳۸۵، جمعیت آن ۱۴۹ نفر (۳۵ خانوار) بوده‌است.

## جابه‌جایی روستا
در بهمن ۱۴۰۱ اعلام شد که روستای سرآب کریان به دلیل قرار داشتن در مسیر رودخانه و حرکت دامنه باید بطور کامل جابه‌جا شود و عملیات جابه‌جایی آن نیز در حال انجام است.